# Peridea korbi
Peridea korbi är en fjärilsart som beskrevs av Hans Rebel 1918. Peridea korbi ingår i släktet Peridea och familjen tandspinnare. Inga underarter finns listade i Catalogue of Life.